# Гиявир
Гияви́р (рос. Гыявыр) — присілок в Кезькому районі Удмуртії, Росія.
Населення — 42 особи (2010; 67 в 2002).
Національний склад станом на 2002 рік:
- удмурти — 85 %